# 猛龍過江

協和電影公司（Concord Production Inc.）為香港舊時一間電影公司，1972年開張。由當時出名武打巨星李小龍同嘉禾電影創辦人鄒文懷共同創立，李小龍後期的電影都有該公司參與。

《猛龍過江》（英語：The Way of the Dragon）是1972年上映的香港武打電影，原定英文片名Enter the Dragon，該片由李小龙執導及主演，於意大利罗马拍攝。也是他1970年回港後主演的第三部電影，創造了香港電影票房紀錄。

## 劇情
香港青年唐龍（李小龍飾）受叔父所託，隻身前往羅馬協助餐館經理陳清華（苗可秀飾）。餐館經常受到一夥商業集團的威脅，逼其出賣餐館的地皮，並常派黑幫來滋事，餐館的生意每況愈下。
唐龍初到羅馬，對當地習俗實在很不習慣，很令陳清華及餐館的夥計反感。一日晚上，黑幫又來搗亂，造成一名夥計被打昏。唐龍憤然出手，以三兩招腿法把黑幫擊倒，大家對他和中國功夫刮目相看。但黑幫的首領不甘罷休，乃糾結一夥持槍匪徒到餐館破壞，並指名要唐龍報仇。
唐龍從外面回到餐館，匪徒以槍脅迫他立刻離開羅馬。唐龍假裝答應，引匪徒走出餐館後，將他們一一打敗。在這次打鬥中，唐龍展示出他雙節棍的威力，他同時面對多個敵人卻能從容不迫，雙節棍左右出擊，以瞬雷不及掩耳的速度重創對手。
唐龍與黑幫多次交手，皆佔上風。黑幫首領下達暗殺命令，在除夕的夜晚，一名狙擊手奉命暗殺唐龍，但唐龍以敏捷的身手躲過並追蹤殺手。回到家中才發現陳清華已被匪徒擄走，憤怒的唐龍與夥計一道直搗匪徒的巢穴，狠狠地教訓了所有的匪徒，並以手勢警告黑幫首領别再搗亂。
惱羞成怒的黑幫首領以高價聘請了來自美國、日本的高手，他們當中包括當時的全美空手道冠軍柯特（查克·羅禮士飾）及其徒弟，另外還請來日本空手道高手，並設下陷阱企圖殺害唐龍。唐龍、Tony（劉永飾）及Jimmy（小麒麟飾）與兩名敵人交手，何先生（魏平澳飾）在一旁挑釁，要唐龍跟他走，於是唐龍就跟了過去。到了羅馬鬥獸場，唐龍與空手道高手（查克·羅禮士飾）決一死戰，最後把他打死。
黑幫幾乎被夥計們給打敗了，但是沒想到廚師王大叔（黃宗迅飾）竟然和黑幫勾結並殺害Tony及Jimmy。這時何先生跑回來跟他說事情失敗了，唐龍也及時趕回來。王大叔眼見不妙，就拿刀割自己的手，並謊稱是被暗算。唐龍憤怒地瞪著何先生，這時王大叔拿起刀準備偷襲唐龍。黑幫首領突然出現，並開槍打死何先生及王大叔。當首領和唐龍正在對決時，警方及時趕到，並逮捕首領。最後唐龍和陳清華及阿權去為死去的夥伴們掃墓，唐龍也在此向他們道別。

## 角色
| 演員        | 角色                      | 備註           |
| 李小龙      | 唐龍 (粵語配音：李學斌）  |                |
| 苗可秀      | 陳清華 (粵語配音：朱曼子) |                |
| 查克·羅禮士 | Colt                      |                |
| 黃仁植      |                           | 日本空手道高手 |
| 羅伯特·沃爾 | Fred                      |                |
| 黃宗迅      | 王大叔 (粵語配音：盧雄)   |                |
| 魏平澳      | 何先生 (粵語配音：馮永和) |                |
| 金帝        | 昆哥 (粵語配音：李學儒)   |                |
| 劉永        | Tony (粵語配音：葉少榮)   |                |
| 小麒麟      | Jimmy (粵語配音：曾秉輝)  |                |
| 陳福慶      | Thomas (粵語配音：陸頌愚) |                |
| 陳炳熾      | Robert(粵語配音：盧雄)    |                |
| 胡奀        | 阿權 (粵語配音：馮永和)   |                |
| 瑪麗莎      |                           |                |

## 影响
洪金寶參照了某些情節改拍了一套《肥龍過江》，而呂小龍亦拍過一套名叫《凶終》的電影，最後一場戲亦是與歹角黃正利在羅馬鬥獸場交手。

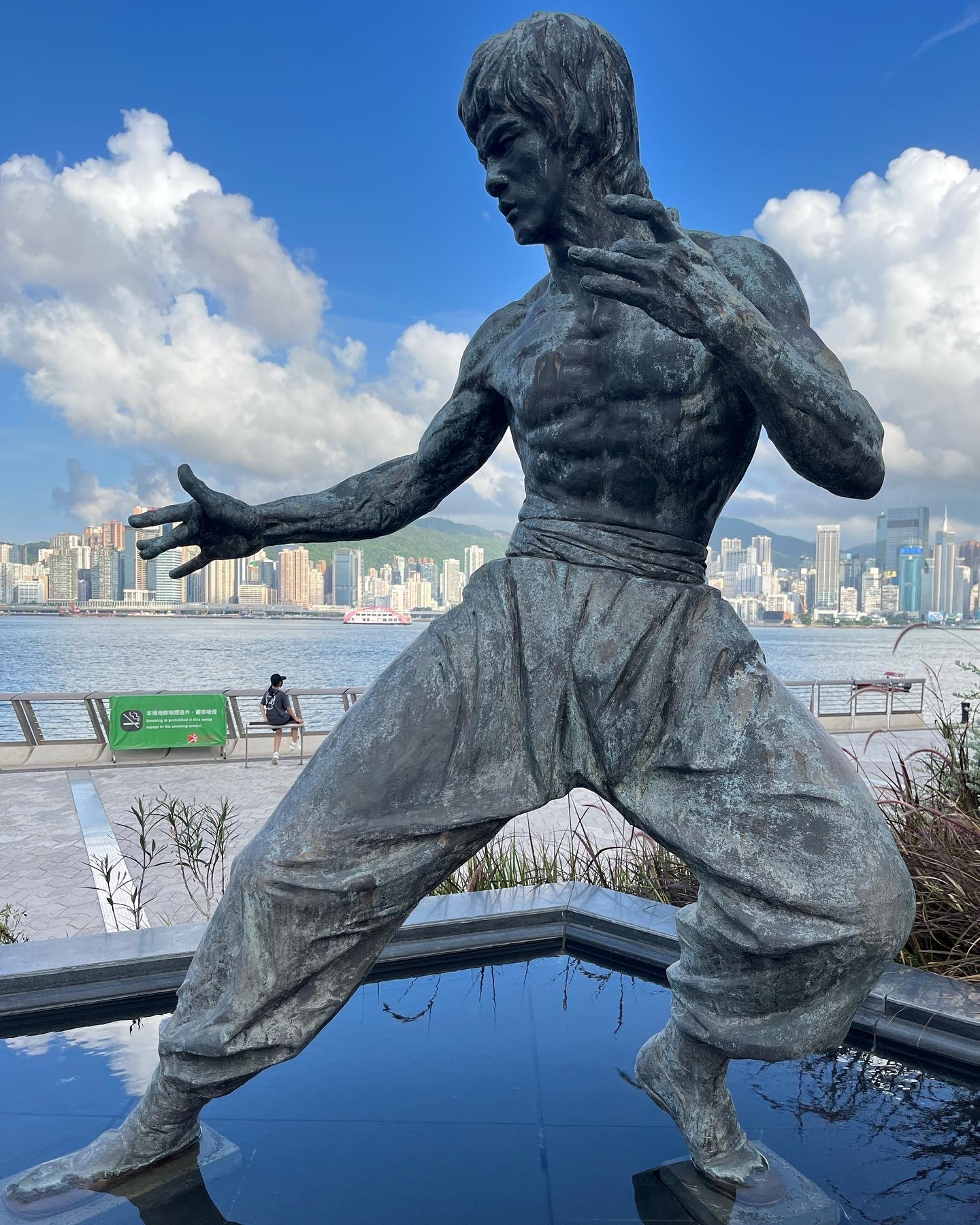
位于香港九龙尖沙咀星光大道的李小龙雕像

香港九龙尖沙咀星光大道的李小龙雕像，其造型灵感来源于电影《猛龙过江》中李小龙的经典战斗姿势。雕像由中国雕塑家曹崇恩设计，高约2.5米，右手持双节棍，左手呈攻击姿态。该雕像于2005年11月27日由香港旅游发展局与香港电影工作者总会联合设立，旨在纪念李小龙对香港及国际电影的影响。自揭幕以来，雕像吸引大量游客合影，成为星光大道上的热门文化地标。

## 獎項
| 頒獎典禮     | 獎項       | 名單     | 結果 |
| ------------ | ---------- | -------- | ---- |
| 第11屆金馬獎 | 優等劇情片 | 猛龍過江 | 獲獎 |
| 第11屆金馬獎 | 最佳剪輯獎 | 張耀宗   | 獲獎 |

## 外部連結
- 開眼電影網上《猛龍過江》的資料（繁體中文）
- 香港影庫上《猛龍過江》的資料（繁體中文）
- 时光网上《猛龍過江》的資料（简体中文）
- 豆瓣电影上《猛龍過江》的資料 （简体中文）
- 爛番茄上《猛龍過江》的資料（英文）
- AllMovie上《猛龍過江》的资料（英文）
- 互联网电影数据库（IMDb）上《猛龍過江》的资料（英文）